# Тутмос (скульптор)

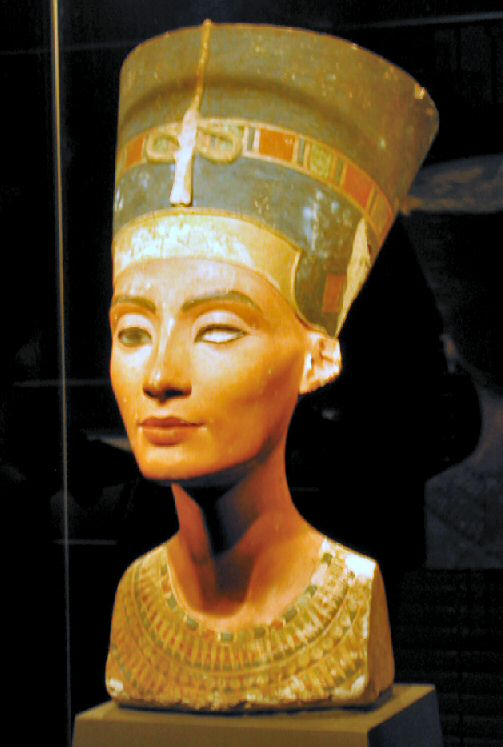
Бюст Нефертіті руки Тутмеса

Тутмес Молодший, Джехутимесу — давньоєгипетський скульптор 14 ст. до н. е.

## Життєпис
Про його особисте життя замало відомостей. Працював при дворі фараона Аменхотепа IV в місті Ахетатоне. Тутмос знаходився під керівництвом головного придворного скульптора Бака, засновника амарнського стилю. Був яскравим представником «Амарнського мистецтва». Один з небагатьох майстрів Стародавнього Єгипту, чиє ім'я відоме натепер.
У 1996 французькою експедицією на чолі з Аленом Зиві знайдено гробницю Тутмоса. Вона розташована по сусідству з іншою, яку приписують старшій доньці Ехнатона і Нефертіті — принцесі Мерітатон. Дослідження гробниці скульптора Тутмоса свідчить про багатство майстра, він стояв на чолі великої художньої майстерні, яка, судячи з зображень його батька і дітей, була родинною — всі вони працювали на будівництві гробниць в Долині царів. Про це свідчать численні браслети, намиста і предмети розкоші, зображені на розписах в гробниці. Тутмос сам виконав значну частину розписів і рельєфів у своїй гробниці, зобразивши себе самого таким, що тримає в руках палетку з більш ніж 20 фарбами. Це один з найдавніших автопортретів в історії.

## Творчість
У мистецтві Тутмоса Молодшого простежуються серйозні відмінності з традиційним єгипетським каноном, воно відзначене нехарактерною для тогочасного мистецтва свободою, внутрішньою одухотвореністю образів, вишуканою красою, відсутністю умовностей, неповторною тонкістю моделювання. Характерними рисами його портретів фараона Ехнатона (Аменхотепа IV) та фараонової дружини цариці Нефертіті є тонкість моделювання, натхненність образів, вишукана краса.

## Роботи

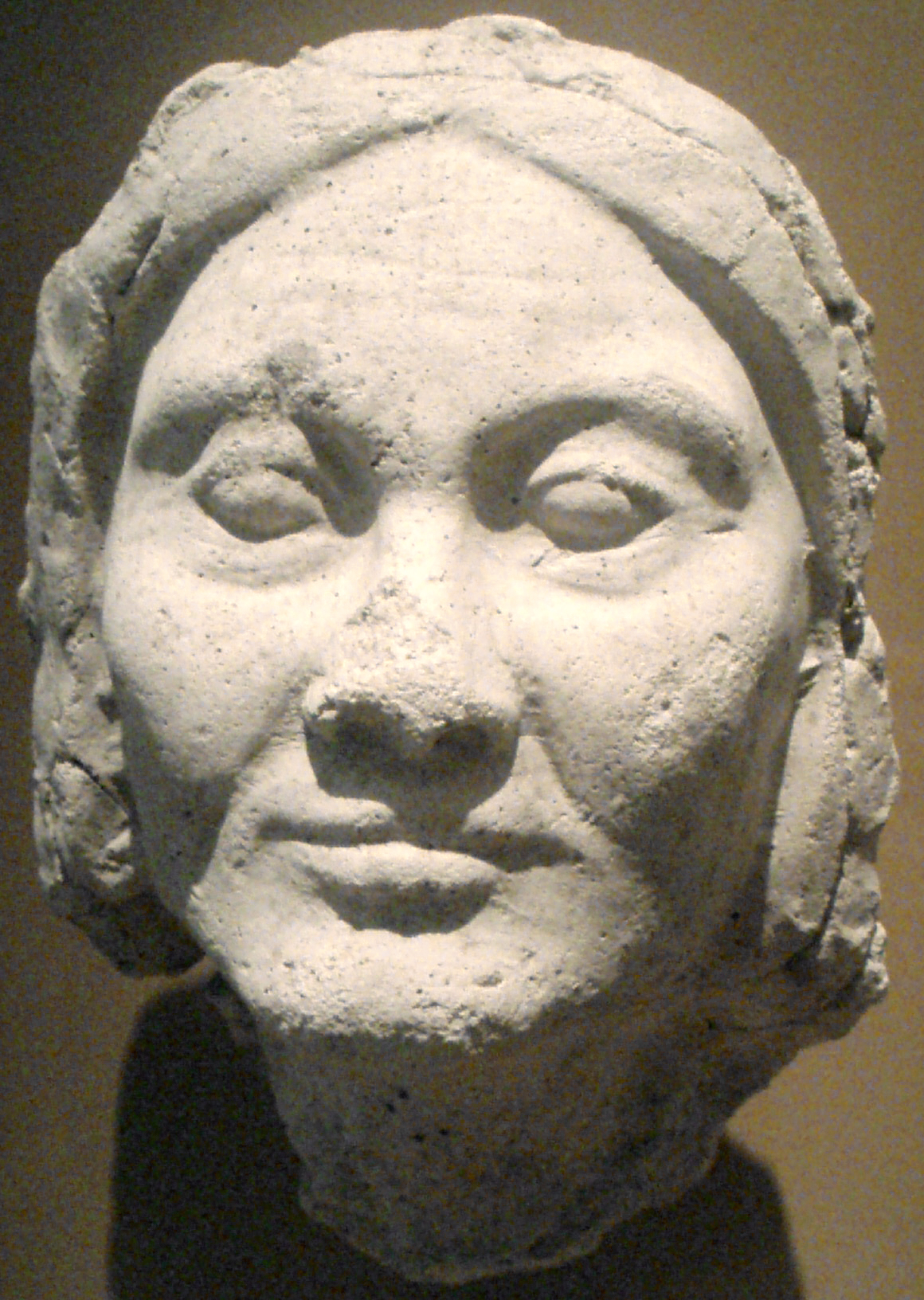
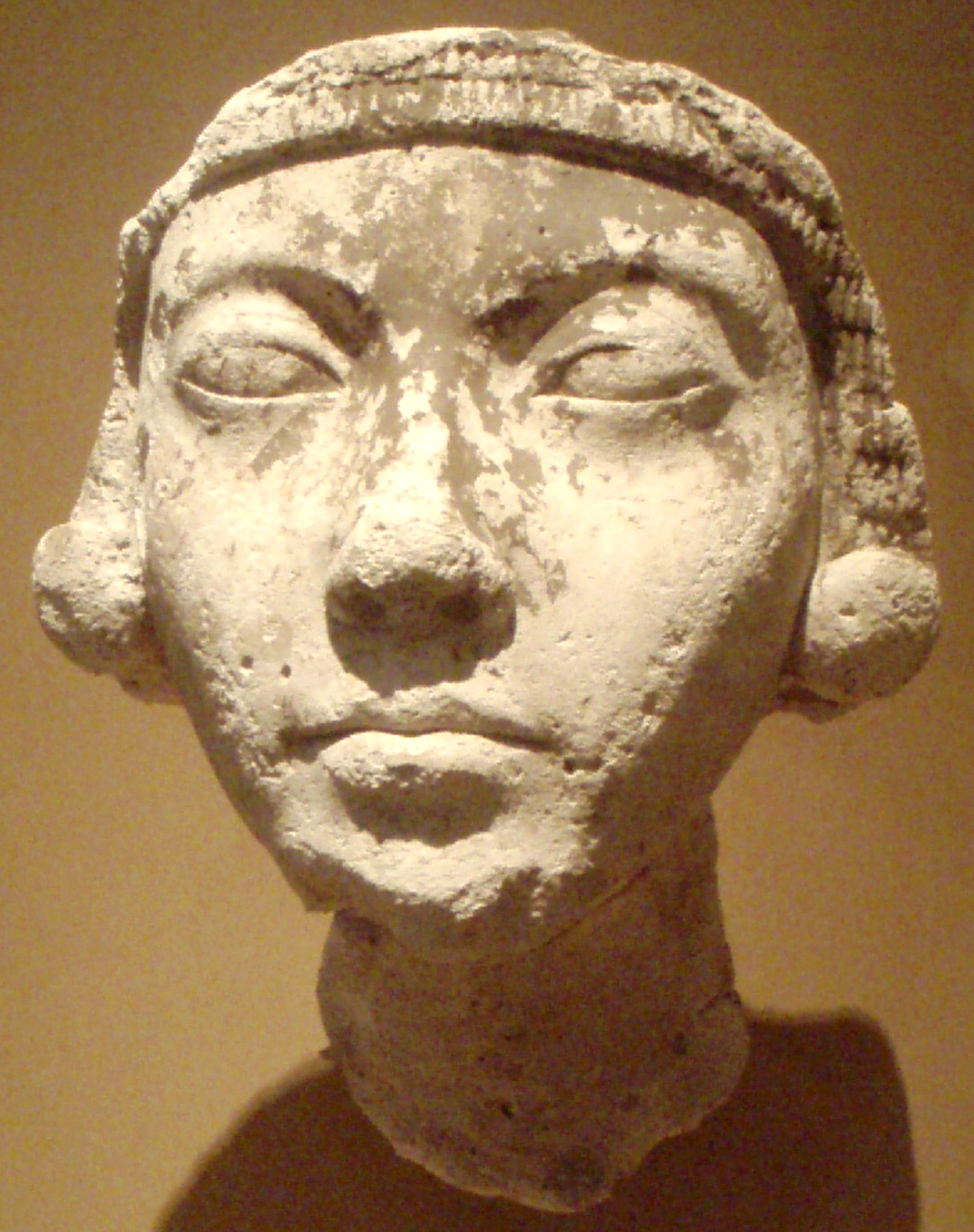
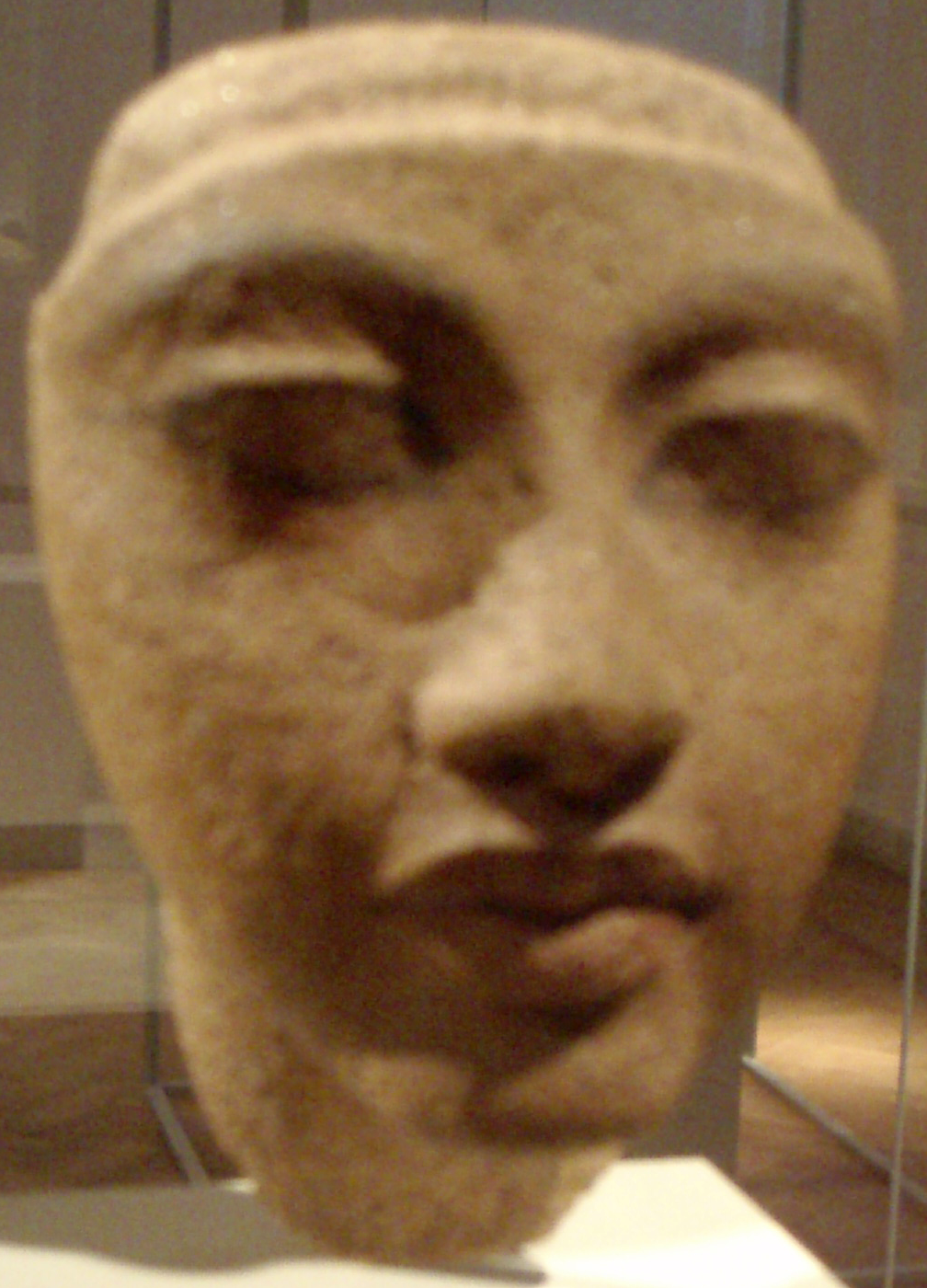
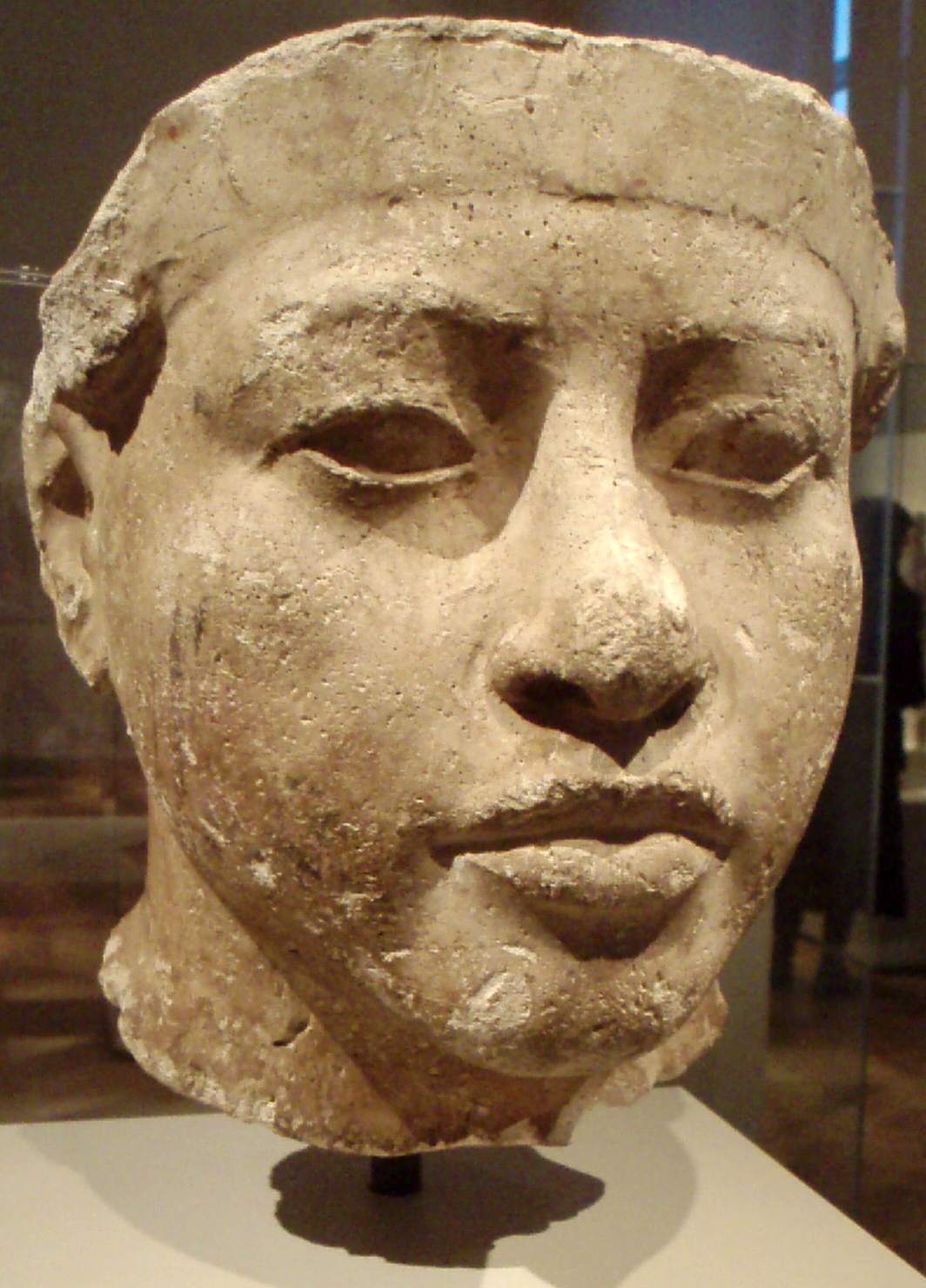
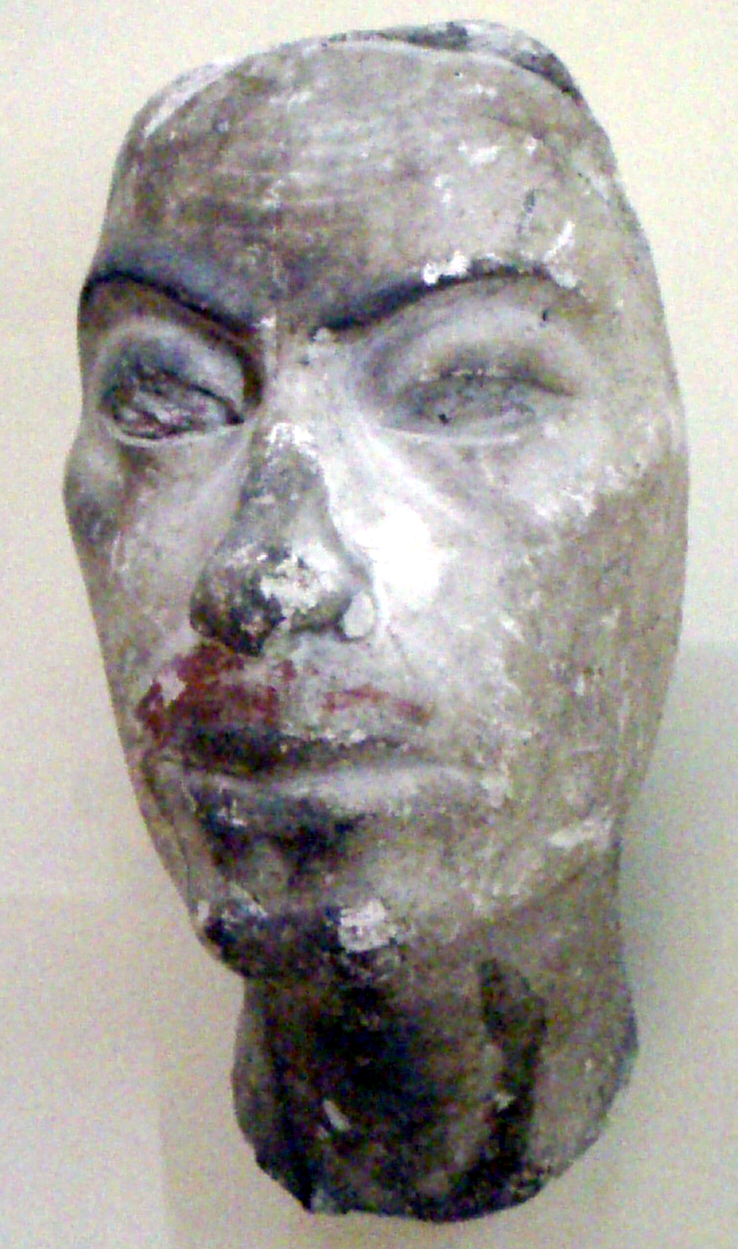
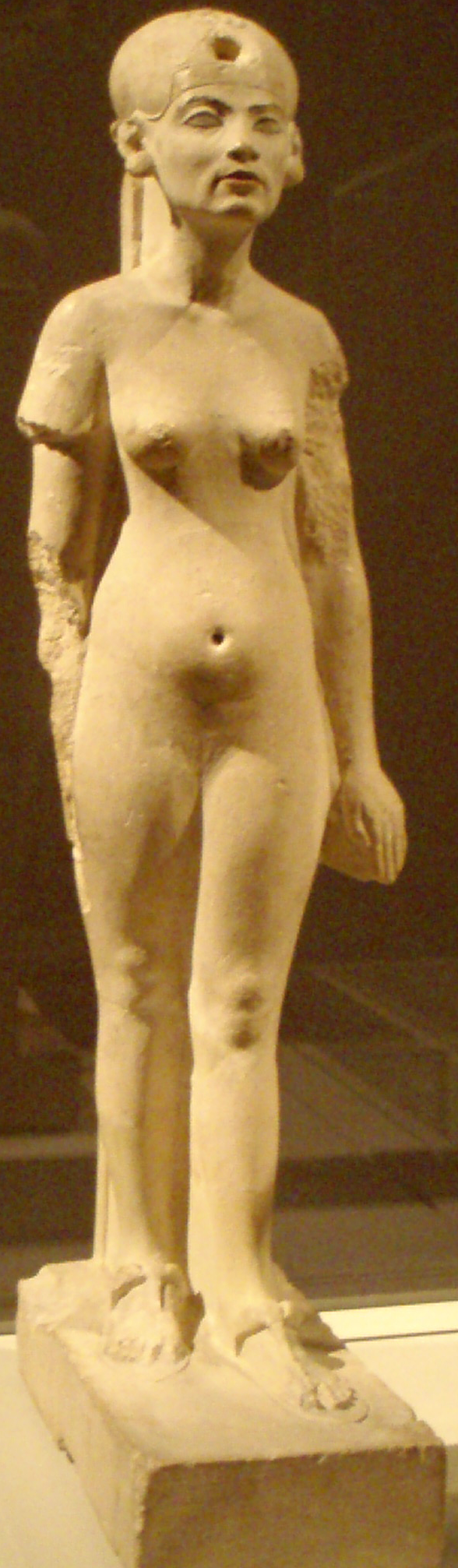
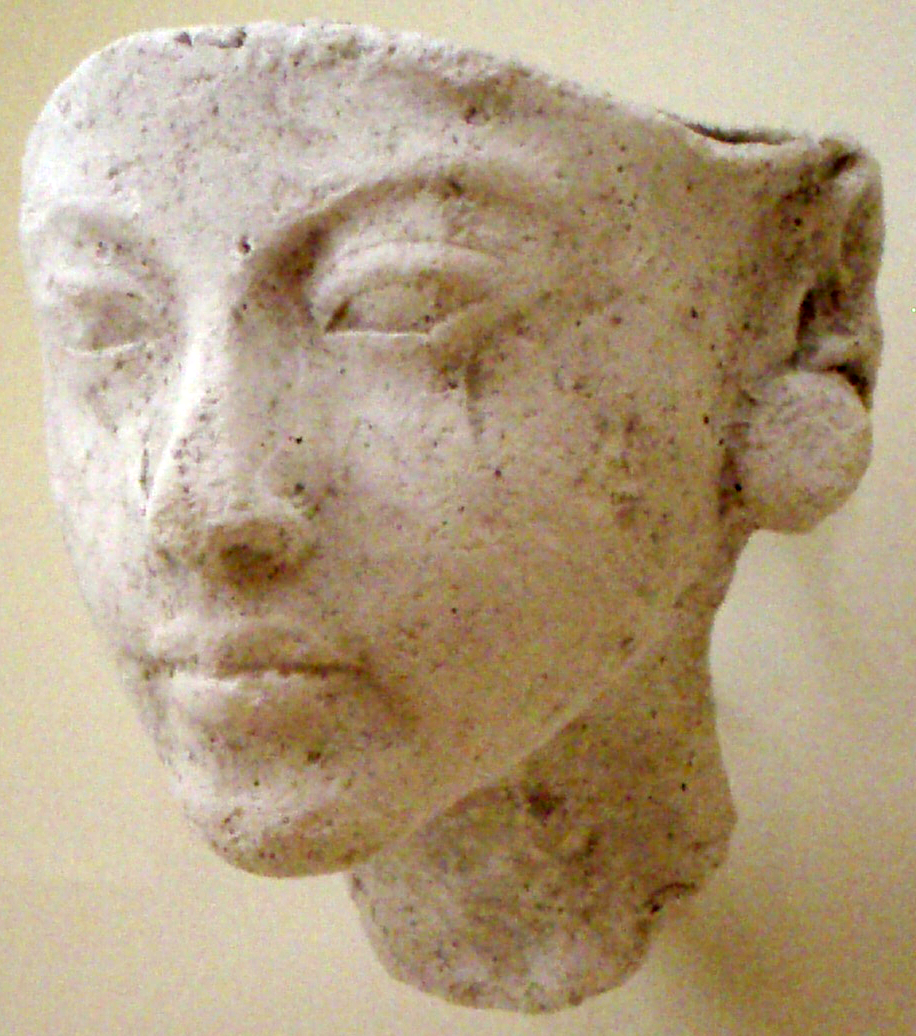
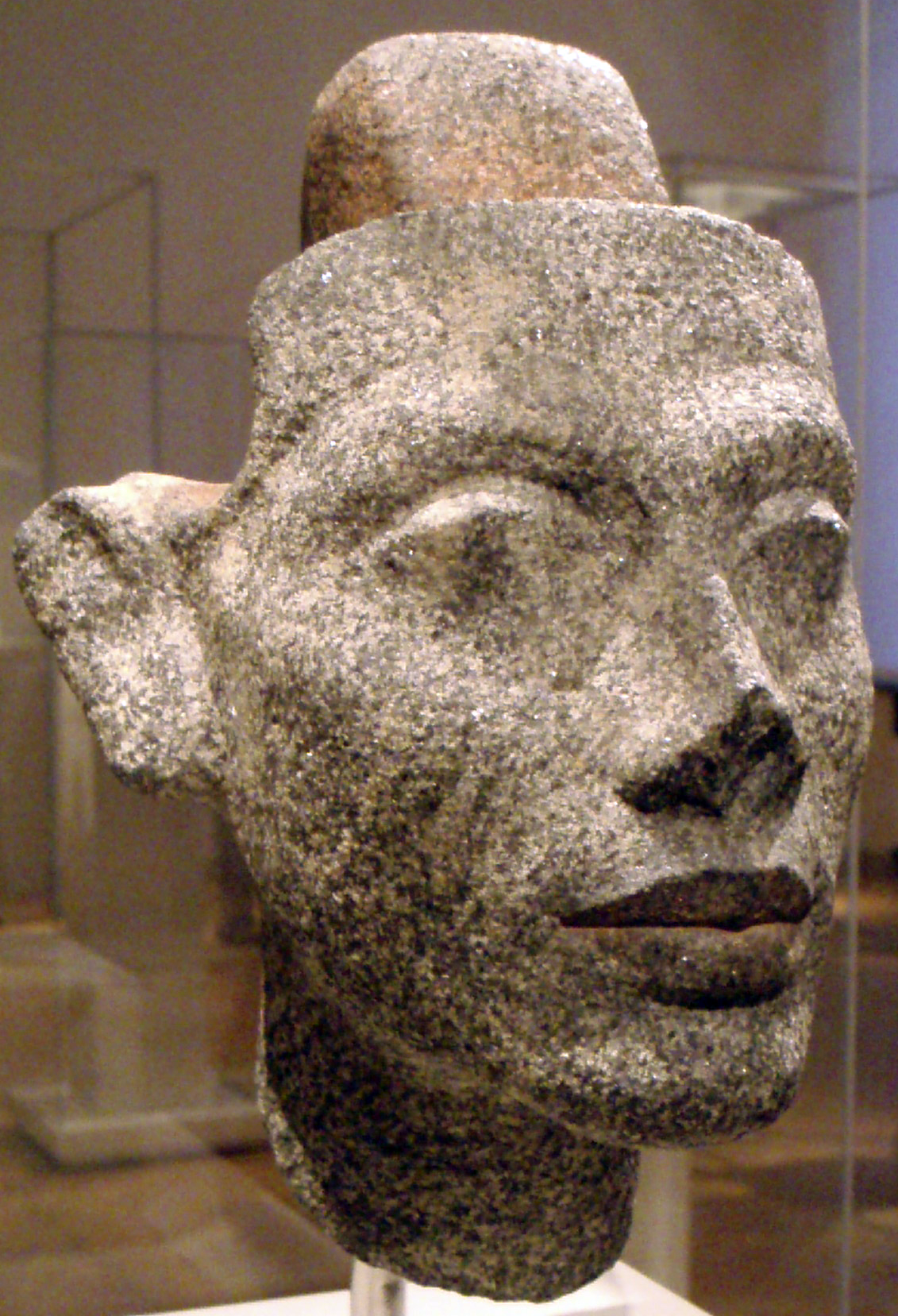